# Wstrząsy (serial telewizyjny)
Wstrząsy (ang. Tremors: The Series) – 13-odcinkowy amerykański serial telewizyjny, emitowany przez amerykańską stacje telewizyjną Sci Fi Channel. Serial stanowi kontynuację pełnometrażowych filmów pod tym samym tytułem.

## Fabuła
Akcja serialu umiejscowiona jest w niewielkim miasteczku Perfection, wokół którego grasuje znany z filmu Wstrząsy 3: Powrót do Perfekcji ogromny niebezpieczny graboid zwany przez mieszkańców El Blanco. Dzięki tej larwie mieszkańcy mają spokój, bo według prawa dolina jest pod ochroną, a ich ziemia nie jest zagrożona wykupieniem przez przedsiębiorców.

## Obsada
- Michael Gross – Burt Gummer
- Victor Browne – Tyler Reed
- Gladys Jimenez – Rosalita Sanchez
- Marcia Strassman – Nancy Sterngood
- Lela Lee – Jodi Chang
- Dean Norris – W.D. Twitchell
- J.D. Walsh – Larry Norvel
- Robert Jayne – Melvin Plug
- Christopher Lloyd – Cletus Poffenberger
- Tinsley Grimes – Mindy Sterngood
- Branscombe Richmond – Harlowe Winnemucca

## Lista odcinków
| Ep. | Tytuł USA                       | Premiera USA     | Reżyser          | Scenariusz                                       |
| --- | ------------------------------- | ---------------- | ---------------- | ------------------------------------------------ |
| 1   | Feeding Frenzy                  | 28 marca 2003    | Bradford May     | S.S. Wilson, Brent Maddock, Nancy Roberts        |
| 2   | Ghost Dance                     | 28 marca 2003    | Whitney Ransick  | S.S. Wilson, Brent Maddock                       |
| 3   | Night of the Shriekers          | 4 kwietnia 2003  | John Schulian    | S.S. Wilson                                      |
| 4   | Blast from the Pas              | 11 kwietnia 2003 | Michael Shapiro  | Babs Greyhosky                                   |
| 5   | Flora or Fauna                  | 18 kwietnia 2003 | Chuck Bowman     | S.S. Wilson, Brent Maddock                       |
| 6   | Hit and Run                     | 25 kwietnia 2003 | P.J. Pesce       | Christopher Silber                               |
| 7   | A Little Paranoia Among Friends | 20 czerwca 2003  | Michael Grossman | Babs Greyhosky                                   |
| 8   | Project 4-12                    | 27 czerwca 2003  | Chuck Bowman     | John Schulian                                    |
| 9   | Graboid Rights                  | 11 lipca 2003    | P.J. Pesce       | Christopher Silber                               |
| 10  | The Sounds of Silence           | 18 lipca 2003    | Michael Shapiro  | Babs Greyhosky                                   |
| 11  | The Key                         | 25 lipca 2003    | P.J. Pesce       | John Schulian, Christopher Silber, Brent Maddock |
| 12  | Water Hazard                    | 1 sierpnia 2003  | Chuck Bowman     | Nancy Roberts                                    |
| 13  | Shriek and Destroy              | 8 sierpnia 2003  | Jack Sholder     | S.S. Wilson, Brent Maddock                       |